# Lycée Edgar-Poe

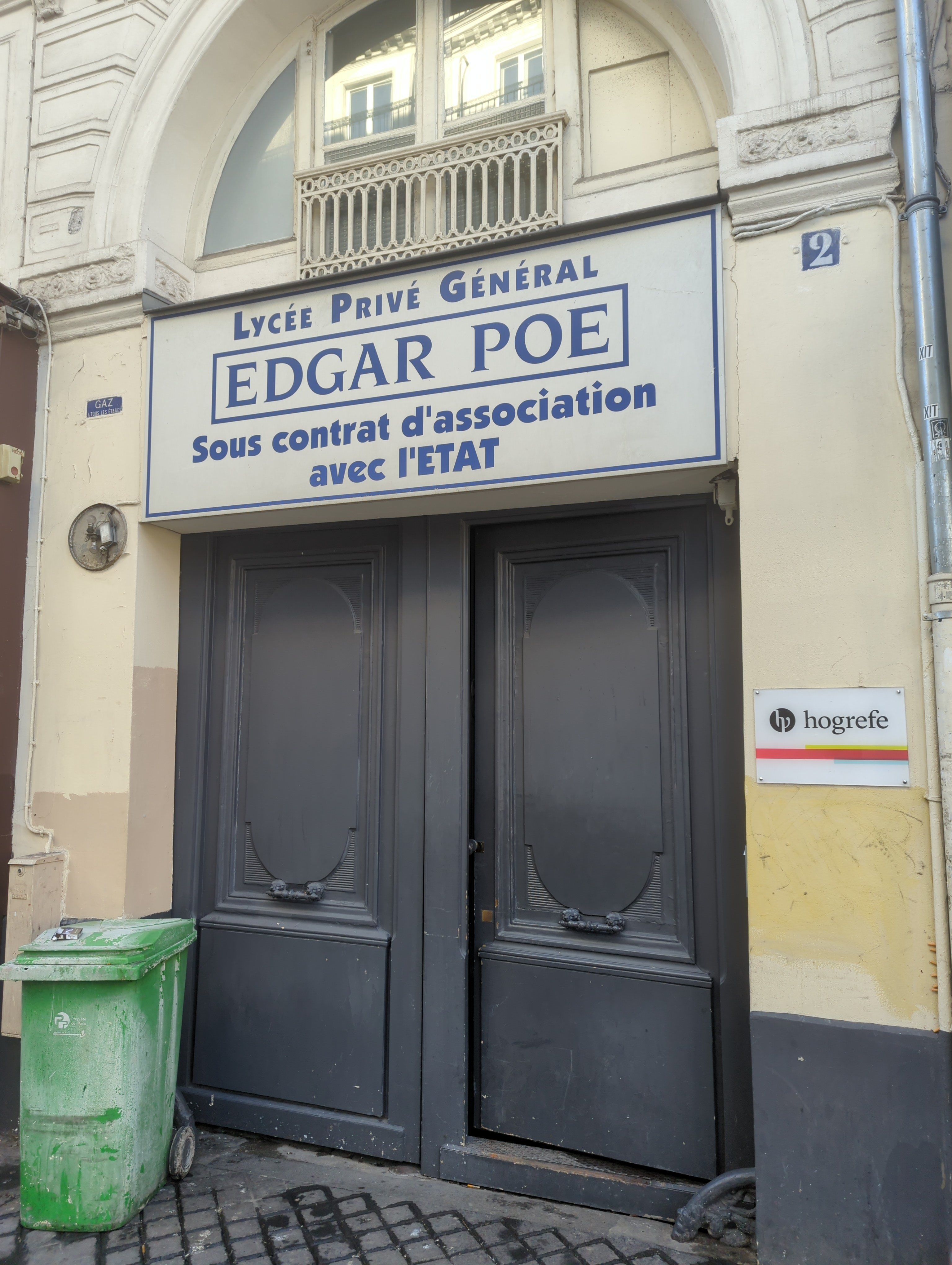
Ingresso del lycée Edgar-Poe

Il lycée Edgar-Poe (liceo Edgar Allan Poe) è una scuola francese d'insegnamento secondario, situata al numero civico 2 di rue du Faubourg-Poissonnière a Parigi, nel X arrondissement.
L'attuale preside del liceo è Evelyne Clinet.
Il liceo, considerato secondo alcuni criteri come uno dei migliori di Francia, 100% di riuscita al baccalaureato nel 2011.